# 502
Раннє Середньовіччя. У Східній Римській імперії триває правління Анастасія I. На Апеннінському півострові володіння Теодоріха Великого мають офіційний статус віцекоролівства Римської імперії. У Європі існують численні германські держави, зокрема Іберію та південь Галлії займає Вестготське королівство, Північну Африку захопили вандали, утворивши Африканське королівство, у Тисо-Дунайській низовині утворилося Королівство гепідів. На півночі Галлії панують салічні франки, у Західній Галлії встановилося Бургундське королівство.
У Китаї період Північних та Південних династій. На півдні править династія Лян, на півночі — Північна Вей. В Індії правління імперії Гуптів. У Японії триває період Ямато. У Персії править династія Сассанідів.
На території лісостепової України в VI столітті виділяють пеньківську й празьку археологічні культури. VI століття стало початком швидкого розселення слов'ян. У Північному Причорномор'ї співіснують різні кочові племена, зокрема гуни, сармати, булгари, алани.

## Події
- Між Персією й Візантією спалахнула війна після того, як візантійський імператор Анастасій I відмовився взяти на себе частину видатків із захисту Дар'яльської ущелини, через яку кочові племена проникали на південь й нападали на обидві держави. Перси захопили Феодосіополіс та Аміду.
- Булгари, які на цей час уже увібрали в себе частину гунів, здійснили спустошливий рейд на Фракію.
- Синод у Римі зняв звинувачення з Папи Римського Симаха.
- На півдні Китаю завершилося правління династії Південна Ці й розпочалося правління династії Лян.
- Завершилося написання книги Сун, збірки 24 розповідей з історії Китаю.

## Померли
- Вахтанг I Горгасалі